# Mansab

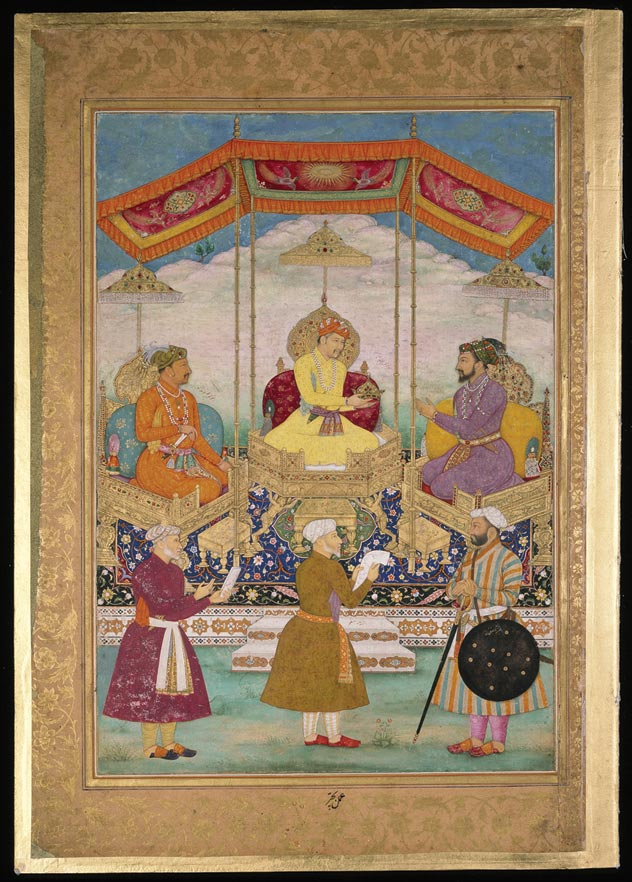
Representació dels emperadors Akbar, Jahangir i Shah Jahan al tron amb els seus ministres més importants davant d'ells.

Mansab era un grau militar a l'imperi mogol atribuït per l'emperador o el diwan (govern). Qui gaudia d'aquest rang es convertia en un mansabdar.
El grau personal del mansab, anomenat dhat, era variable i s'expressava en números múltiple de 10, que anaven entre el "mansab de 20" i el "de 7.000" (el més alt pels nobles de més alt rang) o en casos de prínceps de la casa reial fins a 20.000. El grau determinava l'estatut i el sou del mansabdar.
Al segle xvii hi havia entre 500 o 600 mansabdar de 1.000 a 7.000, tots els quals eren considerats nobles o emirs i eren l'elit dirigent de l'imperi. Els mansabdars de grau inferior servien a les ordes d'aquests emirs. Un segon grau complementari (en múltiples de 5) marcava el grau militar (suwar) i donava dret a un sou complementari.
El pagament no es feia en metàl·lic sinó en jagir, que volia dir que se li donava un territori sobre el qual s'havia fet una estimació de renda, i en aquest podia recaptar la seva remuneració fins a rebre el seu sou deixant la resta, i sense tenir sobirania o responsabilitat sobre el territori. Els mansabdars de menys graduació eren pagats generalment en metàl·lic. Els servidors dels mansabdars no tenien cap rang ni grau però servien als mansabdars com si fossin subalterns.
Entre 1707 (mort d'Aurangzeb) i 1724 els graus van començar a ser donats amb excés i van perdre significat. Al final del segle xviii eren simples imposicions a l'emperador.